# Benjamin Buttenwieser
Benjamin Joseph Buttenwieser (geboren 1900 in New York City; gestorben 31. Dezember 1991 ebenda) war ein US-amerikanischer Bankier.

## Leben
Buttenwieser besuchte das Columbia College und graduierte 1919. Er wurde Mitarbeiter beim Investmentbanker Kuhn, Loeb & Co. und wurde dort 1932 Partner, er war bis zur Fusion mit Lehman Brothers 1977 in der Bank tätig. Buttenwieser arbeitete als Vorstandsmitglied in verschiedenen Industrieunternehmen. Buttenwieser war Mitglied im Vorstand des American Jewish Committee und war philanthropisch in einer Reihe von Institutionen tätig.
Seit 1929 war er mit Helen Lehman, einer Nichte Herbert H. Lehmans, verheiratet, die als Anwältin arbeitete. Buttenwieser und seine Frau waren politisch aktiv und ihr Name stand auf der Master list of Nixon’s political opponents.
Während des Zweiten Weltkriegs war er Kommandeur einer Marinefliegereinheit. 1949 wurde Buttenwieser zum Stellvertreter des amerikanischen Hochkommissars John Jay McCloy in das besetzte Deutschland berufen und wirkte bis 1951 auf die Wiedergutmachungspolitik der Bundesrepublik ein.